# Примогенитура

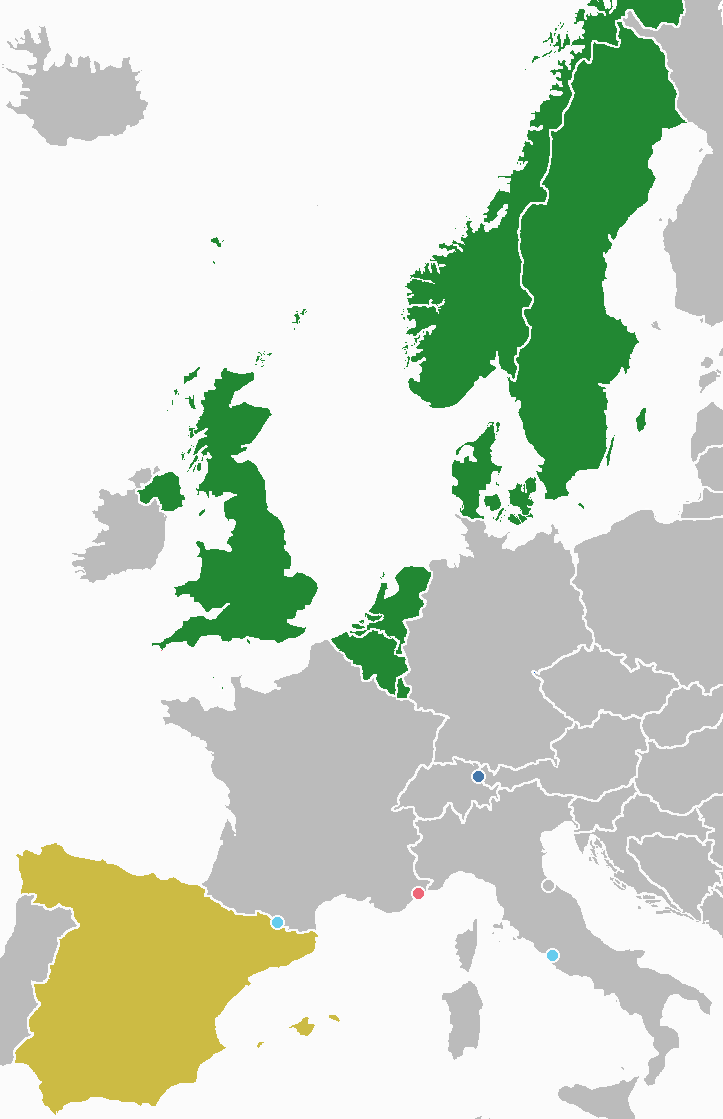
Европейские монархии по типу престолонаследия
абсолютная примогенитура
когнатическая, планируется переход к абсолютной
агнатическо-когнатическая
агнатическая примогенитура
выборная монархия

Примогениту́ра, или перворо́дство — принцип наследования имущества и титулов от отца к старшему сыну, рожденному в законном браке, исключая при этом младших сыновей, дочерей и иных родственников. При отсутствии законных сыновей, наследство могло переходить к дочерям или братьям покойного (в порядке старшинства), в зависимости от варианта законов или обычаев. Особо важное место принцип первородства играл в вопросах престолонаследия в тех монархиях, где последний применялся.

## Варианты престолонаследия
- абсолютная примогенитура, известна также как шведская система престолонаследия. Женщины и мужчины имеют равные права престолонаследия. Принята в большинстве существующих европейских монархий, за исключением Монако и Лихтенштейна.
- агнатическая примогенитура или патрилинейная примогенитура, наиболее известна как салическая система престолонаследия. Женщины полностью исключаются из линии престолонаследия. Была принята во Франции. Сохраняется поныне в Лихтенштейне.
- агнатическо-когнатическая примогенитура, известна также как австрийская система престолонаследия, или «прагматическая санкция». Наследование идёт преимущественно по мужским линиям монаршего дома, и женщина может наследовать только после пресечения всех мужских представителей династии. Принята в Монако и Таиланде[источник не указан 3269 дней]. Была принята в Австро-Венгрии и России (после 1797 года).
- когнатическая примогенитура, известна также как кастильская система престолонаследия. Женщины не исключаются из линии престолонаследия, однако в случае двух разнополых наследников монарха наследие переходит к мужскому наследнику, и только в случае отсутствия прямых мужских потомков монарха женщина наследует ранее братьев отца и их сыновей. Была принята в Испании (где сформировалась данная система) и Англии. Соединённое королевство и другие королевства Содружества начали в 2011 году переход к шведской системе престолонаследия, приняв Акт о престолонаследии (2013). Переход завершился после того, как во всех королевствах Содружества были внесены соответствующие изменения в законодательство.

- матрилинейная примогенитура, или утробная примогенитура в Европе неизвестна: Мужчины полностью исключаются из линии престолонаследия.